# Morgan (film 2016)
Morgan è un film del 2016 diretto da Luke Scott, figlio del noto Ridley che qui è produttore, al suo debutto da regista.

## Trama
Morgan è un nuovo modello di una serie di esseri viventi ibridi umani, progettati e creati artificialmente in laboratorio con parametri militari, un'intelligenza molto elevata e l'apparente capacità di provare emozioni e sentimenti umani. In seguito a un episodio durante il quale Morgan venne portata al di là dell'area adibita alla sperimentazione, le viene impedito di recarsi nuovamente all'esterno, delimitata in una stanza di contenimento dotata di pannelli di vetro e telecamere per l’osservazione. Questo provoca in lei l'insorgere di sentimenti di rabbia, che la porteranno a commettere un'aggressione ai danni di Kathy, una dottoressa appartenente all'équipe medica che l’ha di fatto “creata” e la tiene sotto osservazione.
A causa di ciò, la gelida Lee Weathers viene inviata sul posto dal Direttivo del progetto, in veste di consulente di gestione del rischio, per indagare sugli ultimi avvenimenti e per effettuare una valutazione. Non appena arrivata, Lee tenta di carpire informazioni parlando con i membri dell'équipe, compresa Kathy, gravemente ferita ad un occhio. Nonostante l'aggressione subita, la dottoressa non incolpa Morgan per il suo gesto, ma anzi lo giustifica come frutto di un momento di confusione, e dà alla Weathers dell’assassina per poi scusarsi, accusando i farmaci di averla stordita. La Weathers non batte ciglio e si reca subito nel laboratorio per parlare con Morgan, che si rivela essere una ragazzina (sebbene in realtà il suo corpo dalla crescita accelerata abbia solo cinque anni) sensibile e pentita per le sue azioni, che dichiara di amare Kathy e di averla ferita per errore. Subito dopo Morgan riceve una visita di Amy Menser, la comportamentista che le promette che, una volta terminata la perizia del giorno dopo, la porterà a vedere un bellissimo lago che si trova poco distante dall'area di sperimentazione.
Il giorno seguente un esperto di intelligenza artificiale, il dottor Alan Shapiro, effettua un test di valutazione psicologica su Morgan, che sembra rispondere in modo naturale alle sue domande fino a quando, però, non viene intenzionalmente messa sotto pressione; le viene chiesto come reagirebbe se non le venisse mai più permesso di uscire da quella stanza o addirittura se si presentasse la necessità di "terminarla". Questo fa riaffiorare in lei una forte rabbia che la porta ad aggredire e uccidere il dottor Shapiro strappandogli con i denti un brandello di carne del collo. Morgan riesce a fuggire dal laboratorio, ma non appena giunge all'esterno viene fermata da Lee, che la colpisce con un dardo sedativo.
Morgan si risveglia legata a un tavolo metallico, circondata dai medici, ormai rassegnati al fallimento e costretti a porre fine all'esperimento da parte della pur riluttante capo-équipe dottoressa Cheng. Morgan implora invano i medici, che credeva suoi amici, e la Cheng, chiamandola Madre, affinché le risparmino la vita, ma viene stordita da una prima iniezione. Quando giunge il momento di terminarla tramite una seconda iniezione letale, il dottor Darren si rifiuta di proseguire, a causa del suo legame affettivo nei confronti della ragazza. Lee irrompe nella stanza e afferra la siringa, pronta lei stessa a terminarla, ma viene fermata da un dardo sedativo sparatole dalla dottoressa Amy, anch'ella contraria alla morte di Morgan. Quando si risveglia, Lee scopre di esser stata rinchiusa nella camera di contenimento della bambina e che i membri dell'équipe si stanno mobilitando per fuggire e portare in salvo Morgan; ma quest'ultima, non appena recupera i sensi, sentendosi tradita, li uccide rapidamente e brutalmente uno a uno, a eccezione di Amy, che considera sua amica. L’ultima a morire è la dottoressa Cheng: Morgan la bacia in fronte chiamandola Madre e poi la soffoca, abbracciandola.
Lee trova il modo di fuggire dalla camera, determinata a portare a termine il suo lavoro: terminare Morgan e porre fine alla minaccia. Dopo un primo scontro a mani nude in cui Morgan dimostra la sua superiorità in combattimento e Lee ha la peggio, la ragazzina fugge con Amy a bordo di un'auto. Lee la insegue con la propria auto in mezzo ai boschi, ma viene speronata da Morgan e finisce contro un albero. Miracolosamente illesa, viene soccorsa da Skip, cuoco nutrizionista ed unico sopravvissuto al massacro dell'équipe (in quanto rimasto fuori dal laboratorio), che sopraggiunge con il suo fucile da caccia a bordo di un fuoristrada.
Finalmente libera dalle mura che la imprigionavano, Morgan realizza il suo sogno e giunge ai piedi del lago, in mezzo agli alberi e alla natura. Lee riesce a ritrovare Morgan e tenta di ucciderla con il fucile da caccia di Skip; le due hanno un altro scontro fisico in cui Lee ha nuovamente la peggio, rimanendo trafitta al fianco da parte a parte su uno spuntone di un tronco caduto. Morgan, credendo che Lee sia moribonda, la lascia al suo destino e raggiunge Amy sul pontile, ma viene raggiunta e colpita a sorpresa da Lee, che la uccide annegandola nelle acque del lago. Subito dopo, Lee spara ad Amy e Skip, non lasciando nessun testimone della vicenda. Poco dopo, mentre i membri del Direttivo parlano tra loro dell'accaduto, il capo definisce Lee "perfetta": questa definizione, unita al suo atteggiamento freddo e spietato e al gesto che fa di guardarsi i palmi delle mani, proprio come faceva Morgan, rende evidente che anche Lee è un essere artificiale; il capo infine aggiunge che Lee appartiene alla serie L4, più vecchia e con una emotività meno sviluppata della serie L9 del prototipo Morgan, ma che comunque resta la serie più performante, affidabile ed efficace, e quindi tutti i fondi per ricerca e sviluppo saranno assegnati alla produzione dei vecchi modelli, lasciando perdere le nuove serie. Tuttavia, Lee nel fare lo stesso gesto di Morgan, lascia intuire che dentro di lei qualcosa sia cambiato, portandola ad acquisire una nuova consapevolezza di sé.

## Produzione
Lo script di Seth W. Owen è stato inserito all'ottavo posto nella Black List delle migliori sceneggiature non prodotte nel 2014 e successivamente la 20th Century Fox ne ha acquistato i diritti di distribuzione, con la produzione della Scott Free Productions.

### Riprese
Le riprese del film sono iniziate il 26 maggio 2015 nell'Irlanda del Nord.

## Promozione
Il primo trailer del film viene diffuso il 25 maggio 2016 dal canale YouTube della 20th Century Fox, mentre la versione italiana viene diffusa il 27 giugno.

## Distribuzione
La pellicola è stata distribuita nelle sale cinematografiche statunitensi a partire dal 2 settembre 2016. In Italia il film è stato proiettato nei cinema solo ed esclusivamente per un giorno, il 9 novembre 2016.

### Divieti
Il film è vietato ai minori di 17 anni negli Stati Uniti per la presenza di violenza brutale e linguaggio scurrile.